# Astragalus taschkendicus
Astragalus taschkendicus är en ärtväxtart som beskrevs av Aleksandr Andrejevitj Bunge. Astragalus taschkendicus ingår i släktet vedlar, och familjen ärtväxter. Inga underarter finns listade i Catalogue of Life.